# Колотилов, Леонид Алексеевич
Леонид Алексеевич Колотилов (19 марта 1895, Артёмовский городской округ, Свердловская область — 11 июля 1965, Киев) — советский военачальник, участник Великой Отечественной войны, Герой Советского Союза (1943). Генерал-майор артиллерии (1943).

## Биография
Родился 19 марта 1895 года в селе Покровском Ирбитского уезда Пермской губернии (ныне — Артёмовский городской округ Свердловской области) в многодетной (9 детей) семье крепкого крестьянина. Русский.
Окончил два класса начальной школы в селе Покровском в 1908 году. Был отдан в ученики в купеческую лавку в Ирбит, а затем работал в Петрокаменском лесничестве Богословского горного округа.
В марте 1915 года был призван в Русскую императорскую армию. Служил в 3-й запасной артиллерийской бригаде (Самара), по окончании курса обучения в декабре 1915 года произведён в младшие фейерверкеры и направлен в 1-ю Туркестанскую стрелковую артиллерийскую бригаду. В её составе участвовал в Первой мировой войне, воевал на Юго-Западном фронте. В 1917 году избирался солдатами членом батарейного солдатского комитета. В феврале 1918 года вернулся на Урал, сначала жил в Перми, затем вернулся в родное село.
15 августа 1918 года был мобилизован в Красную Армию. Участник Гражданской войны. Сначала служил в Волынском стрелковом полку, с сентября 1918 года воевал на Восточном фронте в артиллерийских частях 1-й Уральской пехотной дивизии (вскоре переименована в 29-ю стрелковую дивизию). В марте 1919 года направлен на учёбу и в январе 1920 года окончил курсы при Высшей военной школе Туркестанского фронта в Самаре. Продолжил воевать в частях Туркестанского фронта, участвовал в Бухарской операции и в борьбе против басмачества. С 1920 года служил старшим инспектором в штабе Приволжского военного округа.
В 1923 году окончил Окружные артиллерийские курсы командного состава в Ташкенте. Служил начальником канцелярии и командиром 3-го Туркестанского артиллерийского парка, затем помощником командира и командиром артиллерийской батареи в Туркестане. В июне 1926 года уволен в запас.
Вернулся в родное село Покровское, вёл хозяйство и работал в военно-учётном столе при местном сельсовете. Однако из-за угрозы раскулачивания отца и вообще всей семьи с отцом и братьями покинули село.
В ноябре 1928 года вновь вступил в Красную Армию, был назначен делопроизводителем учебной части штаба Приволжского военного округа. С января 1930 года служил в артиллерийских частях Белорусского военного округа: начальник хозяйственного довольствия корпусного артиллерийского полка, заместитель командира по материальной части 462-го корпусного артиллерийского полка РГК. Окончил ускоренные артиллерийские курсы усовершенствования комсостава (г. Пушкин). Участвовал с полком в Походе РККА в Западную Белоруссию в сентябре 1939 года. При введении персональных воинских званий в РККА в 1935 году получил звание старшего лейтенанта.
С 22 июня 1941 года майор Л. А. Колотилов участвовал в боях Великой Отечественной войны. Член ВКП(б) с 1941 года. Участвовал в приграничном оборонительном сражении в Белоруссии, затем отличился при выводе личного состава и материальной части полка из окружения. Полк оказался одной из немногих артиллерийских частей, которые пробились к своим из приграничных районов с относительно небольшими потерями в людях и материальной части. В ноябре 1941 года подполковник Колотилов принял командование выведенным на переформирование 462-м артиллерийским полком РГК.
15 февраля 1942 года выбыл в распоряжение начальника артиллерии Брянского фронта и был назначен начальником артиллерии 55-й кавалерийской дивизии фронта. С августа 1942 года — начальник артиллерии 280-й стрелковой дивизии 48-й армии Брянского фронта. Отличился в летних наступательных и оборонительных боях Брянского фронта в 1942 году.
В июне 1943 года назначен командиром 11-й миномётной бригады 12-й артиллерийской дивизии прорыва РГК 4-го артиллерийского корпуса прорыва 61-й армии Центрального фронта. Участвовал в оборонительном сражении Курской битвы на северном фасе Курской дуги, где его бригада надёжно поддерживала огнём обороняющиеся части 148-й стрелковой дивизии. Но особенно полковник Леонид Колотилов отличился в битве за Днепр. 14 октября 1943 года на подручных средствах переправил бригаду через Днепр в районе посёлка Любеч Репкинского района Черниговской области Украинской ССР. В боях по удержанию плацдарма на правом берегу Днепра бригада уничтожила до 20 артиллерийских и миномётных батарей, 34 пулемёта и много живой силы противника, чем обеспечила переправу частей стрелкового корпуса. Когда в разгар боя оба командира полков бригады получили тяжелые ранение. Полковник Колотилов принял управление обоими полками на себя и успешно руководил их действиями. Отважные действия миномётчиков во-многом способствовали успеху сражения за плацдарм 69-й стрелковой дивизии 65-й армии.
Указом Президиума Верховного Совета СССР от 24 декабря 1943 года «За образцовое выполнение боевых заданий командования на фронте борьбы с немецкими захватчиками, форсирование реки Днепр и проявленные при этом отвагу и геройство» полковнику Леониду Алексеевичу Колотилову присвоено звание Героя Советского Союза с вручением ордена Ленина и медали «Золотая Звезда».
Затем во главе бригады участвовал в Гомельско-Речицкой наступательной операции. С апреля 1944 года и до Победы — командир 8-й отдельной тяжёлой миномётной бригады 50-й армии на 3-м Белорусском фронте. Отличился в Белорусской и Восточно-Прусской наступательных операциях.
В апреле 1945 года отозван с фронта и направлен на учёбу. В 1946 году окончил ускоренный курс Высшей военной академии имени К. Е. Ворошилова. После окончания направлен для дальнейшей службы в Киевский военный округ, где командовал 48-й тяжелой миномётной бригадой РГК в 25-й артиллерийской дивизии, с июля 1946 — 80-й тяжелой миномётной бригадой РГК в 52-й артиллерийской дивизии РГК, с апреля 1947 — 78-м кадровым артиллерийским полком РГК в 5-й артиллерийской дивизии РГК. Генерал-майор Л. А. Колотилов уволен в запас по состоянию здоровья в октябре 1948 года.
Жил в Киеве. Работал в системе ДОСААФ. Умер 11 июля 1965 года, похоронен на Байковом кладбище Киева.
На фронте Великой Отечественной войны погиб один из братьев генерала, майор медицинской службы Семён Алексеевич Колотилов.
У Л. А. Колотилова было двое сыновей:
- Борис (1924 г.р.), участник Великой Отечественной войны в звании лейтенанта, после войны окончил Киевский политехнический институт и работал инженером-конструктором в Киеве;
- Владимир (1947 г.р.), окончил Киевский политехнический институт и Академию МВД, полковник милиции в отставке.

## Воинские звания
- старший лейтенант (1935)
- капитан (1938)
- майор (17.12.1940)
- подполковник (январь 1942)
- полковник (22.08.1942)
- генерал-майор артиллерии (16.11.1943)

## Награды
- Герой Советского Союза (24.12.1943, медаль «Золотая Звезда» № 2988)[3];
- Два ордена Ленина (24.12.1943[3], 21.02.1945[5]);
- Три Ордена Красного Знамени (9.06.1943[6], 3.11.1944[7], 31.03.1945[8]);
- Орден Отечественной войны I степени (14.07.1943)[9];
- Орден Красной Звезды (4.02.1943)[10];
- Медаль «За победу над Германией в Великой Отечественной войне 1941—1945 гг.» (23.06.1945)[11];
- Медаль «За взятие Кёнигсберга» (1945);
- Другие медали СССР.

## Память
- В селе Покровском Артёмовского района установлен обелиск, посвященный воинам-героям Великой Отечественной войны, среди которых есть имя Л. А. Колотилова[12].